# Eremiascincus pardalis
Espèce
Synonymes
- Hinulia pardalis Macleay, 1877
- Lygosoma atromaculatum Garman, 1901
- Sphenomorphus pardalis erro Copland, 1946
- Glaphyromorphus pardalis (Macleay, 1877)

Eremiascincus pardalis est une espèce de sauriens de la famille des Scincidae.

## Répartition
Cette espèce se rencontre :
- au Queensland en Australie ;
- en Nouvelle-Guinée.

## Liste des sous-espèces
Selon The Reptile Database (20 septembre 2012) :
- Eremiascincus pardalis erro (Copland, 1946)
- Eremiascincus pardalis pardalis (Macleay, 1877)

## Publications originales
- Copland, 1946 : Catalogue of reptiles in the Macleay Museum. Part I. Sphenomorphus pardalis pardalis (Macleay) and Sphenomorphus nigricaudis nigricaudis (Macleay). Proceedings of the Linnean Society of New South Wales, vol. 70, p. 291-311 (texte intégral).
- Macleay, 1877 : The lizards of the Chevert Expedition. Proceedings of the Linnean Society of New South Wales, vol. 2, p. 60-69 & 97-104 (texte intégral).